# Агіларес (Техас)
Агіларес (англ. Aguilares) — переписна місцевість (CDP) в США, в окрузі Вебб штату Техас. Населення — 6 осіб (2020).

## Географія
Агіларес розташований за координатами 27°27′6″ пн. ш. 99°5′36″ зх. д. / 27.45167° пн. ш. 99.09333° зх. д. (27.451627, -99.093233).  За даними Бюро перепису населення США в 2010 році переписна місцевість мала площу 0,78 км², уся площа — суходіл.

## Демографія
Згідно з переписом 2010 року, у переписній місцевості мешкала 21 особа в 9 домогосподарствах у складі 6 родин. Густота населення становила 27 осіб/км².  Було 31 помешкання (40/км²).
Расовий склад населення:
| - 90,5 % — білих - 4,8 % — чорних або афроамериканців |

До двох чи більше рас належало 4,8 %. Частка іспаномовних становила 85,7 % від усіх жителів.
За віковим діапазоном населення розподілялося таким чином: 38,1 % — особи молодші 18 років, 61,9 % — особи у віці 18—64 років, 0,0 % — особи у віці 65 років та старші. Медіана віку мешканця становила 33,5 року. На 100 осіб жіночої статі у переписній місцевості припадало 110,0 чоловіків;  на 100 жінок у віці від 18 років та старших — 116,7 чоловіків також старших 18 років.
Цивільне працевлаштоване населення становило 21 особа. Основні галузі зайнятості: освіта, охорона здоров'я та соціальна допомога — 100,0 %.